# Heaven Will Protect the Working Girl
Heaven Will Protect the Working Girl è un cortometraggio del 1914 diretto da Allen Curtis e interpretato da Louise Fazenda. Prodotto e distribuito dall'Universal Film Manufacturing Company, il film uscì in sala il 24 gennaio 1914.